# Hamerton
Hamerton är en by i civil parish Hamerton and Steeple Gidding, i distriktet Huntingdonshire, i grevskapet Cambridgeshire i England. Hamerton var en civil parish fram till 2010 när den blev en del av Hamerton and Steeple Gidding. Civil parish hade 105 invånare år 2001. Byn nämndes i Domedagsboken (Domesday Book) år 1086, och kallades då Hambertune.